# Angelica Delgado
Angelica Delgado (Miami, 14 de diciembre de 1990) es una deportista estadounidense que compite en judo.
Ganó tres medallas de bronce en los Juegos Panamericanos entre los años 2011 y 2023, y nueve medallas en el Campeonato Panamericano de Judo entre los años 2011 y 2024.

## Palmarés internacional
| Juegos Panamericanos    | Juegos Panamericanos      | Juegos Panamericanos | Juegos Panamericanos |
| Año                     | Lugar                     | Medalla              | Categoría            |
| ----------------------- | ------------------------- | -------------------- | -------------------- |
| 2011                    | Guadalajara (México)      | Medalla de bronce    | –52 kg               |
| 2015                    | Toronto (Canadá)          | Medalla de bronce    | –52 kg               |
| 2023                    | Santiago (Chile)          | Medalla de bronce    | –52 kg               |
| Campeonato Panamericano |                           |                      |                      |
| Año                     | Lugar                     | Medalla              | Categoría            |
| 2011                    | Guadalajara (México)      | Medalla de bronce    | –52 kg               |
| 2015                    | Edmonton (Canadá)         | Medalla de plata     | –52 kg               |
| 2016                    | La Habana (Cuba)          | Medalla de bronce    | –52 kg               |
| 2017                    | Ciudad de Panamá (Panamá) | Medalla de bronce    | –52 kg               |
| 2018                    | San José (Costa Rica)     | Medalla de plata     | –52 kg               |
| 2019                    | Lima (Perú)               | Medalla de plata     | –52 kg               |
| 2021                    | Guadalajara (México)      | Medalla de plata     | –52 kg               |
| 2022                    | Lima (Perú)               | Medalla de plata     | –52 kg               |
| 2024                    | Río de Janeiro (Brasil)   | Medalla de plata     | –52 kg               |